# Liste des planètes mineures non numérotées découvertes en décembre 2016
Pour un article plus général, voir Liste des planètes mineures non numérotées découvertes en 2016.
Pour un article plus général, voir Liste des planètes mineures.
Cet article dresse la liste des planètes mineures (astéroïdes, centaures, objets transneptuniens et assimilés) non numérotées découvertes en décembre 2016 dans l'ordre de leur découverte.
Au 15 janvier 2025, 661 077 des 1 434 993 planètes mineures répertoriées par le Centre des planètes mineures ne sont pas encore numérotées, soit 46,07 %.

## Rappel concernant la désignation provisoire
La désignation provisoire indique l'ordre de découverte de ces objets. En effet, cette désignation est composée de l'année de découverte (par exemple 2016) suivie de la quinzaine (demi-mois) de découverte (p.e. A = 1-15 janvier) puis de l'ordre de découverte dans cette quinzaine. Cet ordre est indiqué par une lettre et éventuellement un chiffre comme suit : A pour la première découverte, B pour la deuxième, ..., Z pour la 25e (le I n'est pas utilisé pour éviter la confusion avec 1), A1 pour la 26e, B1 pour la 27e, etc. , Z1 pour la 50e, A2 pour la 51e, B2 pour la 52e, etc. L'ordre de la numérotation ne suit donc pas l'ordre alphanumérique. 2016 AA1 suit ainsi 2016 AZ et précède 2016 AB1.

## Liste

### Du1erau 15 décembre 2016
- 2016 XA
- 2016 XB
- 2016 XD
- 2016 XE
- 2016 XF
- 2016 XG
- 2016 XH
- 2016 XJ
- 2016 XK
- 2016 XM
- 2016 XO
- 2016 XV
- 2016 XW
- 2016 XX
- 2016 XZ
- 2016 XC1
- 2016 XG1
- 2016 XH1
- 2016 XK1
- 2016 XL1
- 2016 XM1
- 2016 XN1
- 2016 XO1
- 2016 XP1
- 2016 XQ1
- 2016 XR1
- 2016 XS1
- 2016 XT1
- 2016 XU1
- 2016 XZ1
- 2016 XA2
- 2016 XB2
- 2016 XC2
- 2016 XD2
- 2016 XE2
- 2016 XG2
- 2016 XH2
- 2016 XJ2
- 2016 XK2
- 2016 XL2
- 2016 XM2
- 2016 XN2
- 2016 XU2
- 2016 XV2
- 2016 XX2
- 2016 XB3
- 2016 XG3
- 2016 XJ3
- 2016 XK3
- 2016 XL3
- 2016 XU3
- 2016 XC4
- 2016 XR4
- 2016 XV4
- 2016 XY4
- 2016 XA5
- 2016 XD5
- 2016 XL5
- 2016 XS5
- 2016 XE6
- 2016 XZ6
- 2016 XD7
- 2016 XE7
- 2016 XO7
- 2016 XV7
- 2016 XX7
- 2016 XZ7
- 2016 XG8
- 2016 XK8
- 2016 XN8
- 2016 XO8
- 2016 XT8
- 2016 XU8
- 2016 XW8
- 2016 XX8
- 2016 XA9
- 2016 XD9
- 2016 XE9
- 2016 XG9
- 2016 XJ9
- 2016 XK9
- 2016 XQ9
- 2016 XR9
- 2016 XW9
- 2016 XX9
- 2016 XD10
- 2016 XH10
- 2016 XM10
- 2016 XP10
- 2016 XR10
- 2016 XT10
- 2016 XW10
- 2016 XD11
- 2016 XL11
- 2016 XO11
- 2016 XS11
- 2016 XZ11
- 2016 XC12
- 2016 XL12
- 2016 XM12
- 2016 XT12
- 2016 XV12
- 2016 XZ12
- 2016 XA13
- 2016 XB13
- 2016 XM13
- 2016 XO13
- 2016 XP13
- 2016 XQ13
- 2016 XB14
- 2016 XD14
- 2016 XH14
- 2016 XJ14
- 2016 XL14
- 2016 XS14
- 2016 XT14
- 2016 XC15
- 2016 XH15
- 2016 XR15
- 2016 XV15
- 2016 XY15
- 2016 XB16
- 2016 XD16
- 2016 XE16
- 2016 XM16
- 2016 XN16
- 2016 XO16
- 2016 XR16
- 2016 XS16
- 2016 XV16
- 2016 XW16
- 2016 XF17
- 2016 XG17
- 2016 XH17
- 2016 XN17
- 2016 XO17
- 2016 XP17
- 2016 XT17
- 2016 XU17
- 2016 XV17
- 2016 XW17
- 2016 XY17
- 2016 XZ17
- 2016 XA18
- 2016 XB18
- 2016 XC18
- 2016 XD18
- 2016 XE18
- 2016 XF18
- 2016 XG18
- 2016 XH18
- 2016 XJ18
- 2016 XK18
- 2016 XL18
- 2016 XM18
- 2016 XN18
- 2016 XP18
- 2016 XR18
- 2016 XS18
- 2016 XT18
- 2016 XW18
- 2016 XX18
- 2016 XH19
- 2016 XL19
- 2016 XY19
- 2016 XZ19
- 2016 XB20
- 2016 XE20
- 2016 XH20
- 2016 XK20
- 2016 XN20
- 2016 XU20
- 2016 XW20
- 2016 XZ20
- 2016 XA21
- 2016 XB21
- 2016 XC21
- 2016 XD21
- 2016 XL21
- 2016 XO21
- 2016 XP21
- 2016 XS21
- 2016 XY21
- 2016 XA22
- 2016 XF22
- 2016 XK22
- 2016 XO22
- 2016 XQ22
- 2016 XT22
- 2016 XU22
- 2016 XB23
- 2016 XE23
- 2016 XJ23
- 2016 XL23
- 2016 XM23
- 2016 XP23
- 2016 XQ23
- 2016 XR23
- 2016 XS23
- 2016 XU23
- 2016 XV23
- 2016 XW23
- 2016 XY23
- 2016 XZ23
- 2016 XA24
- 2016 XB24
- 2016 XC24
- 2016 XK24
- 2016 XM24
- 2016 XQ24
- 2016 XU24
- 2016 XZ24
- 2016 XA25
- 2016 XC25
- 2016 XD25
- 2016 XE25
- 2016 XH25
- 2016 XJ25
- 2016 XK25
- 2016 XL25
- 2016 XM25
- 2016 XN25
- 2016 XO25
- 2016 XP25
- 2016 XU25
- 2016 XW25
- 2016 XX25
- 2016 XY25
- 2016 XZ25
- 2016 XA26
- 2016 XC26
- 2016 XE26
- 2016 XG26
- 2016 XJ26
- 2016 XS26
- 2016 XU26
- 2016 XV26
- 2016 XW26
- 2016 XA27
- 2016 XB27
- 2016 XC27
- 2016 XD27
- 2016 XE27
- 2016 XF27
- 2016 XG27
- 2016 XH27
- 2016 XJ27
- 2016 XL27
- 2016 XM27
- 2016 XO27
- 2016 XQ27
- 2016 XR27
- 2016 XT27
- 2016 XU27
- 2016 XV27
- 2016 XW27
- 2016 XX27
- 2016 XZ27
- 2016 XC28
- 2016 XE28
- 2016 XG28
- 2016 XH28
- 2016 XJ28
- 2016 XL28
- 2016 XM28
- 2016 XO28
- 2016 XQ28
- 2016 XR28
- 2016 XS28
- 2016 XT28
- 2016 XU28
- 2016 XV28
- 2016 XW28
- 2016 XX28
- 2016 XY28
- 2016 XZ28
- 2016 XA29
- 2016 XB29
- 2016 XD29
- 2016 XF29
- 2016 XG29
- 2016 XJ29
- 2016 XK29
- 2016 XM29
- 2016 XN29
- 2016 XO29
- 2016 XP29
- 2016 XQ29
- 2016 XS29
- 2016 XT29
- 2016 XU29
- 2016 XV29
- 2016 XW29
- 2016 XY29
- 2016 XA30
- 2016 XC30
- 2016 XD30
- 2016 XE30
- 2016 XH30
- 2016 XJ30
- 2016 XL30
- 2016 XN30
- 2016 XO30
- 2016 XQ30
- 2016 XR30
- 2016 XS30
- 2016 XT30
- 2016 XU30
- 2016 XV30
- 2016 XW30
- 2016 XX30
- 2016 XY30
- 2016 XZ30
- 2016 XA31
- 2016 XC31
- 2016 XE31
- 2016 XG31
- 2016 XJ31
- 2016 XK31
- 2016 XL31
- 2016 XM31
- 2016 XN31
- 2016 XO31
- 2016 XP31
- 2016 XQ31
- 2016 XR31
- 2016 XS31
- 2016 XT31
- 2016 XU31
- 2016 XW31
- 2016 XA32
- 2016 XB32
- 2016 XC32
- 2016 XE32
- 2016 XF32
- 2016 XG32
- 2016 XH32
- 2016 XK32
- 2016 XL32
- 2016 XN32
- 2016 XO32
- 2016 XP32
- 2016 XR32
- 2016 XS32
- 2016 XT32
- 2016 XU32
- 2016 XV32
- 2016 XW32
- 2016 XX32
- 2016 XY32
- 2016 XZ32
- 2016 XA33
- 2016 XB33
- 2016 XC33
- 2016 XD33
- 2016 XF33
- 2016 XH33
- 2016 XJ33
- 2016 XK33
- 2016 XL33
- 2016 XO33
- 2016 XQ33
- 2016 XR33
- 2016 XS33
- 2016 XT33
- 2016 XV33
- 2016 XX33
- 2016 XY33
- 2016 XZ33
- 2016 XA34
- 2016 XC34
- 2016 XD34
- 2016 XE34
- 2016 XF34
- 2016 XG34
- 2016 XH34
- 2016 XK34
- 2016 XM34
- 2016 XO34
- 2016 XQ34
- 2016 XS34
- 2016 XU34
- 2016 XW34
- 2016 XX34
- 2016 XZ34
- 2016 XA35
- 2016 XB35
- 2016 XC35
- 2016 XE35
- 2016 XF35
- 2016 XG35
- 2016 XH35
- 2016 XK35
- 2016 XM35
- 2016 XN35
- 2016 XO35
- 2016 XP35
- 2016 XQ35
- 2016 XR35
- 2016 XS35
- 2016 XU35
- 2016 XV35
- 2016 XX35
- 2016 XZ35
- 2016 XB36
- 2016 XC36
- 2016 XE36
- 2016 XF36
- 2016 XG36
- 2016 XH36
- 2016 XJ36
- 2016 XL36
- 2016 XM36
- 2016 XN36
- 2016 XO36
- 2016 XP36
- 2016 XQ36
- 2016 XR36
- 2016 XS36
- 2016 XT36
- 2016 XU36
- 2016 XV36
- 2016 XW36
- 2016 XX36
- 2016 XY36
- 2016 XZ36
- 2016 XB37
- 2016 XC37
- 2016 XD37
- 2016 XE37
- 2016 XF37
- 2016 XG37
- 2016 XH37
- 2016 XJ37
- 2016 XK37
- 2016 XM37
- 2016 XN37
- 2016 XO37
- 2016 XP37
- 2016 XQ37
- 2016 XR37
- 2016 XS37
- 2016 XT37
- 2016 XU37
- 2016 XV37
- 2016 XW37
- 2016 XX37
- 2016 XY37
- 2016 XA38
- 2016 XB38
- 2016 XC38
- 2016 XD38
- 2016 XE38
- 2016 XG38
- 2016 XH38
- 2016 XJ38
- 2016 XK38
- 2016 XN38
- 2016 XO38
- 2016 XP38
- 2016 XQ38
- 2016 XR38
- 2016 XS38
- 2016 XT38
- 2016 XU38
- 2016 XW38
- 2016 XX38
- 2016 XZ38
- 2016 XA39
- 2016 XB39
- 2016 XC39
- 2016 XD39
- 2016 XE39
- 2016 XF39
- 2016 XG39
- 2016 XH39
- 2016 XJ39
- 2016 XK39
- 2016 XL39
- 2016 XM39
- 2016 XO39
- 2016 XP39
- 2016 XQ39
- 2016 XR39
- 2016 XS39
- 2016 XT39
- 2016 XU39
- 2016 XV39
- 2016 XW39
- 2016 XX39
- 2016 XY39
- 2016 XZ39
- 2016 XA40
- 2016 XB40
- 2016 XC40
- 2016 XD40
- 2016 XE40
- 2016 XF40
- 2016 XG40
- 2016 XH40
- 2016 XJ40
- 2016 XK40
- 2016 XL40
- 2016 XM40
- 2016 XN40
- 2016 XO40
- 2016 XP40
- 2016 XQ40
- 2016 XR40
- 2016 XT40
- 2016 XU40
- 2016 XV40
- 2016 XW40
- 2016 XX40
- 2016 XZ40
- 2016 XA41
- 2016 XB41
- 2016 XC41
- 2016 XD41
- 2016 XE41
- 2016 XF41
- 2016 XG41
- 2016 XH41
- 2016 XJ41
- 2016 XK41
- 2016 XL41
- 2016 XM41
- 2016 XN41
- 2016 XO41

### Du 16 au 31 décembre 2016
- 2016 YE
- 2016 YF
- 2016 YG
- 2016 YH
- 2016 YJ
- 2016 YK
- 2016 YL
- 2016 YM
- 2016 YN
- 2016 YO
- 2016 YP
- 2016 YQ
- 2016 YR
- 2016 YS
- 2016 YT
- 2016 YW
- 2016 YX
- 2016 YY
- 2016 YZ
- 2016 YA1
- 2016 YB1
- 2016 YC1
- 2016 YD1
- 2016 YE1
- 2016 YG1
- 2016 YJ1
- 2016 YK1
- 2016 YM1
- 2016 YN1
- 2016 YP1
- 2016 YX1
- 2016 YC2
- 2016 YD2
- 2016 YJ2
- 2016 YM2
- 2016 YP2
- 2016 YR2
- 2016 YS2
- 2016 YY2
- 2016 YZ2
- 2016 YB3
- 2016 YC3
- 2016 YD3
- 2016 YE3
- 2016 YF3
- 2016 YG3
- 2016 YH3
- 2016 YJ3
- 2016 YL3
- 2016 YM3
- 2016 YN3
- 2016 YO3
- 2016 YQ3
- 2016 YR3
- 2016 YS3
- 2016 YT3
- 2016 YU3
- 2016 YV3
- 2016 YW3
- 2016 YY3
- 2016 YZ3
- 2016 YB4
- 2016 YC4
- 2016 YD4
- 2016 YF4
- 2016 YG4
- 2016 YH4
- 2016 YJ4
- 2016 YK4
- 2016 YL4
- 2016 YM4
- 2016 YN4
- 2016 YP4
- 2016 YS4
- 2016 YU4
- 2016 YV4
- 2016 YX4
- 2016 YY4
- 2016 YB5
- 2016 YF5
- 2016 YG5
- 2016 YH5
- 2016 YJ5
- 2016 YL5
- 2016 YO5
- 2016 YT5
- 2016 YW5
- 2016 YX5
- 2016 YZ5
- 2016 YC6
- 2016 YG6
- 2016 YH6
- 2016 YK6
- 2016 YO6
- 2016 YR6
- 2016 YY6
- 2016 YB7
- 2016 YE7
- 2016 YS7
- 2016 YU7
- 2016 YW7
- 2016 YX7
- 2016 YY7
- 2016 YA8
- 2016 YB8
- 2016 YC8
- 2016 YD8
- 2016 YE8
- 2016 YF8
- 2016 YG8
- 2016 YH8
- 2016 YJ8
- 2016 YL8
- 2016 YN8
- 2016 YQ8
- 2016 YR8
- 2016 YS8
- 2016 YT8
- 2016 YU8
- 2016 YV8
- 2016 YZ8
- 2016 YB9
- 2016 YC9
- 2016 YD9
- 2016 YK9
- 2016 YN9
- 2016 YW9
- 2016 YF10
- 2016 YG10
- 2016 YK10
- 2016 YO10
- 2016 YP10
- 2016 YQ10
- 2016 YS10
- 2016 YT10
- 2016 YU10
- 2016 YV10
- 2016 YW10
- 2016 YY10
- 2016 YZ10
- 2016 YB11
- 2016 YE11
- 2016 YF11
- 2016 YG11
- 2016 YS11
- 2016 YT11
- 2016 YA12
- 2016 YO12
- 2016 YS12
- 2016 YA13
- 2016 YB13
- 2016 YC13
- 2016 YN13
- 2016 YR13
- 2016 YX13
- 2016 YB14
- 2016 YM14
- 2016 YP14
- 2016 YQ14
- 2016 YT14
- 2016 YV14
- 2016 YW14
- 2016 YX14
- 2016 YY14
- 2016 YZ14
- 2016 YA15
- 2016 YB15
- 2016 YC15
- 2016 YD15
- 2016 YF15
- 2016 YG15
- 2016 YJ15
- 2016 YK15
- 2016 YL15
- 2016 YM15
- 2016 YN15
- 2016 YO15
- 2016 YP15
- 2016 YR15
- 2016 YT15
- 2016 YU15
- 2016 YV15
- 2016 YW15
- 2016 YX15
- 2016 YZ15
- 2016 YA16
- 2016 YD16
- 2016 YE16
- 2016 YF16
- 2016 YG16
- 2016 YH16
- 2016 YJ16
- 2016 YK16
- 2016 YL16
- 2016 YM16
- 2016 YN16
- 2016 YO16
- 2016 YP16
- 2016 YS16
- 2016 YT16
- 2016 YU16
- 2016 YV16
- 2016 YW16
- 2016 YY16
- 2016 YZ16
- 2016 YB17
- 2016 YC17
- 2016 YD17
- 2016 YE17
- 2016 YF17
- 2016 YG17
- 2016 YH17
- 2016 YN17
- 2016 YO17
- 2016 YP17
- 2016 YQ17
- 2016 YR17
- 2016 YS17
- 2016 YT17
- 2016 YD18
- 2016 YG18
- 2016 YJ18
- 2016 YM18
- 2016 YN18
- 2016 YO18
- 2016 YP18
- 2016 YR18
- 2016 YS18
- 2016 YY18
- 2016 YZ18
- 2016 YA19
- 2016 YB19
- 2016 YC19
- 2016 YD19
- 2016 YE19
- 2016 YG19
- 2016 YK19
- 2016 YL19
- 2016 YN19
- 2016 YR19
- 2016 YS19
- 2016 YT19
- 2016 YU19
- 2016 YW19
- 2016 YX19
- 2016 YZ19
- 2016 YA20
- 2016 YB20
- 2016 YC20
- 2016 YD20
- 2016 YJ20
- 2016 YL20
- 2016 YM20
- 2016 YN20
- 2016 YO20
- 2016 YP20
- 2016 YQ20
- 2016 YS20
- 2016 YT20
- 2016 YU20
- 2016 YV20
- 2016 YZ20
- 2016 YA21
- 2016 YB21
- 2016 YD21
- 2016 YE21
- 2016 YF21
- 2016 YG21
- 2016 YJ21
- 2016 YK21
- 2016 YL21
- 2016 YM21
- 2016 YN21
- 2016 YO21
- 2016 YP21
- 2016 YQ21
- 2016 YR21
- 2016 YS21
- 2016 YT21
- 2016 YU21
- 2016 YV21
- 2016 YW21
- 2016 YX21
- 2016 YZ21
- 2016 YA22
- 2016 YB22
- 2016 YC22
- 2016 YD22
- 2016 YE22
- 2016 YF22
- 2016 YG22
- 2016 YH22
- 2016 YJ22
- 2016 YK22
- 2016 YL22
- 2016 YN22
- 2016 YO22
- 2016 YP22
- 2016 YR22
- 2016 YS22
- 2016 YT22
- 2016 YU22
- 2016 YV22
- 2016 YW22
- 2016 YX22
- 2016 YY22
- 2016 YZ22
- 2016 YA23
- 2016 YB23
- 2016 YC23
- 2016 YD23
- 2016 YF23
- 2016 YG23
- 2016 YH23
- 2016 YJ23
- 2016 YK23
- 2016 YL23
- 2016 YM23
- 2016 YP23
- 2016 YR23
- 2016 YS23
- 2016 YT23
- 2016 YU23
- 2016 YV23
- 2016 YW23
- 2016 YX23
- 2016 YA24
- 2016 YB24
- 2016 YD24
- 2016 YE24
- 2016 YF24
- 2016 YG24
- 2016 YH24
- 2016 YJ24
- 2016 YK24
- 2016 YM24
- 2016 YO24
- 2016 YP24
- 2016 YR24
- 2016 YS24
- 2016 YT24
- 2016 YV24
- 2016 YW24
- 2016 YX24
- 2016 YY24
- 2016 YZ24
- 2016 YA25
- 2016 YB25
- 2016 YC25
- 2016 YD25
- 2016 YE25
- 2016 YG25
- 2016 YH25
- 2016 YJ25
- 2016 YK25
- 2016 YL25
- 2016 YM25
- 2016 YN25
- 2016 YO25
- 2016 YP25
- 2016 YQ25
- 2016 YR25
- 2016 YS25
- 2016 YT25
- 2016 YU25
- 2016 YV25
- 2016 YW25
- 2016 YX25
- 2016 YY25
- 2016 YZ25
- 2016 YA26
- 2016 YB26
- 2016 YC26
- 2016 YE26
- 2016 YG26
- 2016 YH26
- 2016 YJ26
- 2016 YK26
- 2016 YL26
- 2016 YM26
- 2016 YN26
- 2016 YO26
- 2016 YP26
- 2016 YQ26
- 2016 YS26
- 2016 YT26
- 2016 YV26
- 2016 YW26
- 2016 YY26
- 2016 YZ26
- 2016 YA27
- 2016 YB27
- 2016 YC27
- 2016 YF27
- 2016 YG27
- 2016 YH27
- 2016 YJ27
- 2016 YM27
- 2016 YO27
- 2016 YP27
- 2016 YQ27
- 2016 YR27
- 2016 YS27
- 2016 YT27
- 2016 YV27
- 2016 YW27
- 2016 YX27
- 2016 YZ27
- 2016 YA28
- 2016 YB28
- 2016 YD28
- 2016 YE28
- 2016 YF28
- 2016 YG28
- 2016 YH28
- 2016 YJ28
- 2016 YK28
- 2016 YM28
- 2016 YN28
- 2016 YQ28
- 2016 YR28
- 2016 YS28
- 2016 YT28
- 2016 YU28
- 2016 YX28
- 2016 YY28
- 2016 YZ28
- 2016 YA29
- 2016 YB29
- 2016 YC29
- 2016 YE29
- 2016 YF29
- 2016 YG29
- 2016 YH29
- 2016 YJ29
- 2016 YL29
- 2016 YM29
- 2016 YN29
- 2016 YO29
- 2016 YP29
- 2016 YQ29
- 2016 YR29
- 2016 YS29
- 2016 YT29
- 2016 YU29
- 2016 YV29
- 2016 YW29
- 2016 YX29
- 2016 YZ29
- 2016 YA30
- 2016 YC30
- 2016 YD30
- 2016 YF30
- 2016 YG30
- 2016 YH30
- 2016 YK30
- 2016 YL30
- 2016 YM30
- 2016 YN30
- 2016 YO30
- 2016 YP30
- 2016 YQ30
- 2016 YR30
- 2016 YS30
- 2016 YT30
- 2016 YU30
- 2016 YV30
- 2016 YW30
- 2016 YY30
- 2016 YA31
- 2016 YB31
- 2016 YC31
- 2016 YD31
- 2016 YE31
- 2016 YF31
- 2016 YG31
- 2016 YH31
- 2016 YJ31
- 2016 YK31
- 2016 YL31
- 2016 YM31
- 2016 YN31
- 2016 YO31
- 2016 YP31
- 2016 YQ31
- 2016 YS31
- 2016 YT31
- 2016 YU31
- 2016 YV31
- 2016 YW31
- 2016 YX31
- 2016 YY31
- 2016 YZ31
- 2016 YA32
- 2016 YB32
- 2016 YC32
- 2016 YE32
- 2016 YF32
- 2016 YG32
- 2016 YH32
- 2016 YJ32
- 2016 YK32
- 2016 YL32
- 2016 YM32
- 2016 YN32
- 2016 YO32
- 2016 YP32
- 2016 YQ32
- 2016 YR32
- 2016 YS32
- 2016 YT32
- 2016 YU32
- 2016 YV32
- 2016 YW32
- 2016 YX32
- 2016 YY32
- 2016 YZ32
- 2016 YA33
- 2016 YB33
- 2016 YD33
- 2016 YE33
- 2016 YF33
- 2016 YG33
- 2016 YH33
- 2016 YJ33
- 2016 YK33
- 2016 YM33
- 2016 YN33
- 2016 YO33
- 2016 YP33
- 2016 YQ33
- 2016 YR33
- 2016 YS33
- 2016 YT33
- 2016 YU33
- 2016 YV33
- 2016 YW33
- 2016 YX33
- 2016 YY33
- 2016 YZ33
- 2016 YA34
- 2016 YC34
- 2016 YD34
- 2016 YE34
- 2016 YG34
- 2016 YH34
- 2016 YJ34
- 2016 YK34
- 2016 YL34
- 2016 YM34
- 2016 YN34
- 2016 YO34
- 2016 YP34
- 2016 YQ34
- 2016 YR34
- 2016 YT34
- 2016 YU34
- 2016 YW34
- 2016 YX34
- 2016 YY34
- 2016 YZ34
- 2016 YA35
- 2016 YB35
- 2016 YC35
- 2016 YD35
- 2016 YE35
- 2016 YF35
- 2016 YG35
- 2016 YH35
- 2016 YL35
- 2016 YM35
- 2016 YN35
- 2016 YO35
- 2016 YP35
- 2016 YR35
- 2016 YS35
- 2016 YT35
- 2016 YU35
- 2016 YV35
- 2016 YW35
- 2016 YX35
- 2016 YY35
- 2016 YA36
- 2016 YB36
- 2016 YC36
- 2016 YE36
- 2016 YF36
- 2016 YG36
- 2016 YH36
- 2016 YJ36
- 2016 YL36
- 2016 YM36
- 2016 YN36
- 2016 YP36
- 2016 YQ36
- 2016 YR36
- 2016 YS36
- 2016 YT36
- 2016 YU36
- 2016 YV36
- 2016 YW36
- 2016 YX36
- 2016 YY36
- 2016 YZ36
- 2016 YA37
- 2016 YB37
- 2016 YC37
- 2016 YD37
- 2016 YE37
- 2016 YF37
- 2016 YG37
- 2016 YH37
- 2016 YJ37
- 2016 YK37
- 2016 YL37
- 2016 YM37
- 2016 YN37
- 2016 YO37
- 2016 YP37
- 2016 YQ37
- 2016 YR37
- 2016 YS37
- 2016 YT37
- 2016 YU37
- 2016 YV37
- 2016 YW37
- 2016 YX37
- 2016 YY37
- 2016 YZ37
- 2016 YB38
- 2016 YC38
- 2016 YD38
- 2016 YE38
- 2016 YF38
- 2016 YG38
- 2016 YH38
- 2016 YJ38
- 2016 YK38
- 2016 YL38
- 2016 YM38
- 2016 YN38
- 2016 YO38
- 2016 YP38
- 2016 YQ38
- 2016 YR38
- 2016 YS38
- 2016 YT38
- 2016 YU38
- 2016 YV38
- 2016 YW38
- 2016 YX38
- 2016 YY38
- 2016 YZ38
- 2016 YA39
- 2016 YB39
- 2016 YC39
- 2016 YD39
- 2016 YE39
- 2016 YF39
- 2016 YH39
- 2016 YJ39
- 2016 YK39
- 2016 YL39
- 2016 YM39
- 2016 YN39
- 2016 YO39
- 2016 YP39
- 2016 YQ39
- 2016 YR39
- 2016 YS39
- 2016 YT39
- 2016 YU39
- 2016 YV39
- 2016 YW39
- 2016 YX39
- 2016 YY39
- 2016 YZ39
- 2016 YA40
- 2016 YB40
- 2016 YC40
- 2016 YD40
- 2016 YE40
- 2016 YF40
- 2016 YG40
- 2016 YH40
- 2016 YJ40
- 2016 YK40
- 2016 YL40
- 2016 YM40
- 2016 YN40
- 2016 YO40
- 2016 YP40
- 2016 YQ40
- 2016 YR40
- 2016 YS40
- 2016 YT40
- 2016 YU40
- 2016 YV40
- 2016 YX40
- 2016 YY40
- 2016 YZ40
- 2016 YB41
- 2016 YC41
- 2016 YD41
- 2016 YE41
- 2016 YF41
- 2016 YG41
- 2016 YH41
- 2016 YJ41
- 2016 YK41
- 2016 YL41
- 2016 YM41
- 2016 YN41
- 2016 YO41
- 2016 YP41
- 2016 YQ41
- 2016 YR41
- 2016 YS41
- 2016 YT41
- 2016 YU41
- 2016 YV41
- 2016 YW41
- 2016 YX41
- 2016 YY41
- 2016 YZ41
- 2016 YA42
- 2016 YB42
- 2016 YC42
- 2016 YD42
- 2016 YE42
- 2016 YF42
- 2016 YG42
- 2016 YH42
- 2016 YJ42
- 2016 YK42
- 2016 YL42
- 2016 YM42
- 2016 YN42
- 2016 YO42
- 2016 YP42
- 2016 YQ42
- 2016 YR42
- 2016 YS42
- 2016 YT42
- 2016 YU42
- 2016 YV42
- 2016 YW42
- 2016 YX42
- 2016 YY42
- 2016 YZ42
- 2016 YA43
- 2016 YB43
- 2016 YC43
- 2016 YD43
- 2016 YE43
- 2016 YF43
- 2016 YG43
- 2016 YH43
- 2016 YJ43
- 2016 YK43
- 2016 YL43
- 2016 YM43
- 2016 YN43
- 2016 YO43
- 2016 YP43
- 2016 YQ43
- 2016 YR43
- 2016 YS43
- 2016 YT43
- 2016 YU43
- 2016 YV43
- 2016 YX43
- 2016 YY43
- 2016 YZ43
- 2016 YA44
- 2016 YB44
- 2016 YC44
- 2016 YD44
- 2016 YF44
- 2016 YG44
- 2016 YH44
- 2016 YJ44
- 2016 YK44
- 2016 YL44
- 2016 YM44
- 2016 YN44
- 2016 YO44
- 2016 YP44
- 2016 YQ44
- 2016 YR44
- 2016 YS44
- 2016 YT44
- 2016 YU44
- 2016 YV44
- 2016 YW44